# Daiki Kameda
Pour les articles homonymes, voir Kameda.
Daiki Kameda (亀田 大毅, Kameda Daiki) est un boxeur japonais né le 6 janvier 1989 dans l'arrondissement Nishinari-ku à Osaka.

## Carrière
Après deux tentatives infructueuses contre son compatriote Daisuke Naito le 11 octobre 2007 puis Denkaosan Kaovichit le 6 octobre 2009, il prend sa revanche et devient champion du monde des poids mouches WBA à Kōbe le 7 février 2010 en l'emportant à l'unanimité des juges au terme des 12 reprises. Kameda conserve sa ceinture le 25 septembre 2010 en battant aux points son compatriote Takefumi Sakata et le 26 décembre face au Roumain Silvio Olteanu. Il décide ensuite de laisser son titre vacant et de poursuivre sa carrière dans les catégories de poids supérieures.
Le 4 septembre 2013, Daiki Kameda remporte le titre vacant de champion du monde des poids super-mouches IBF en s'imposant aux points face à Rodrigo Guerrero puis le laisse à son titre vacant le 19 mars 2014.